# Curuba

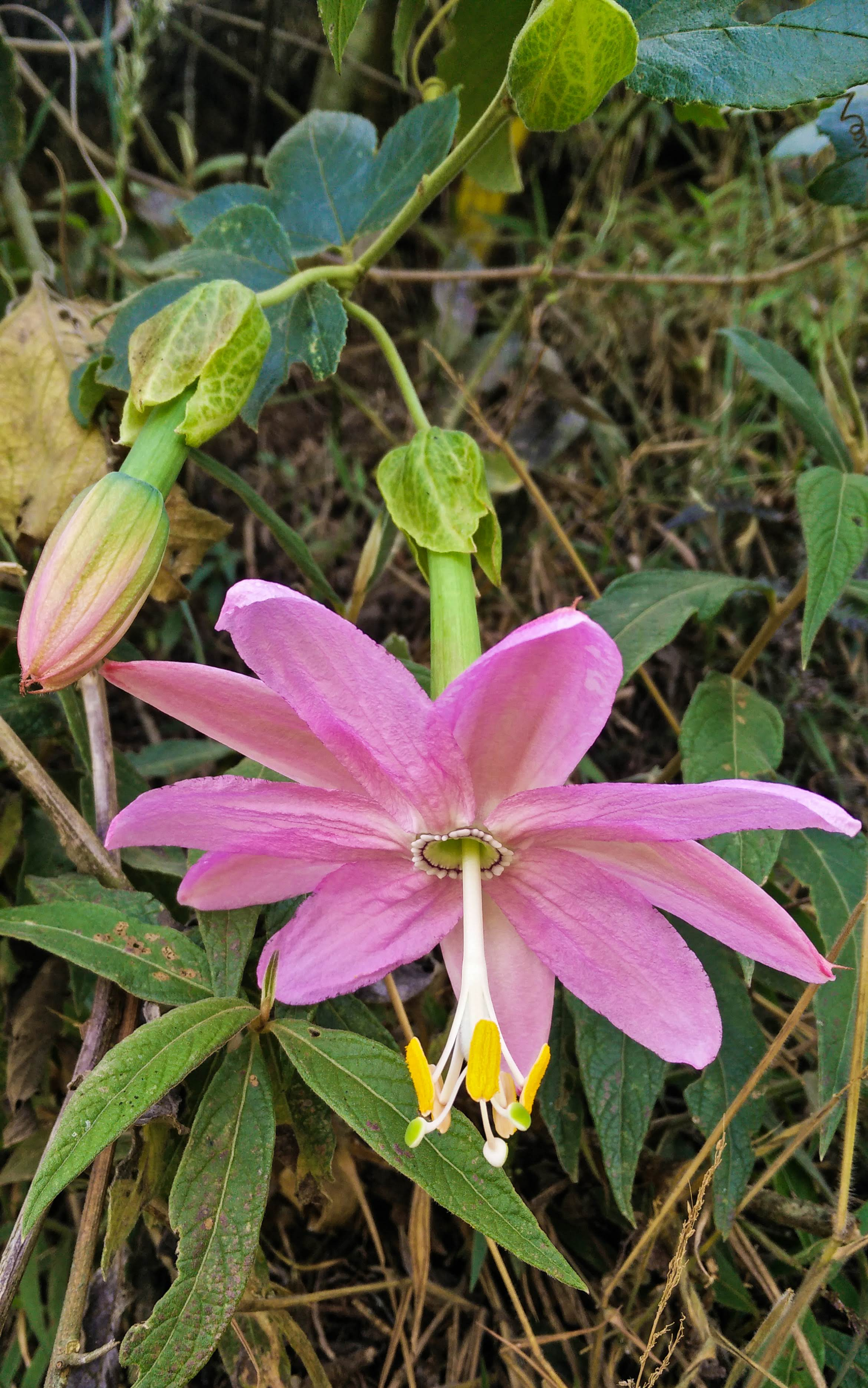
Flor de Passiflora Tacsonia.

Las curubas, tumbos,  parchas, poroksas, plataformas, poroporos, gullán o taxos son arbustos trepadores del género Passiflora, nativos de la selva alta de la cordillera de los Andes. Se cultivan y sus frutos se consumen desde la época precolombina en Ecuador, Bolivia, Perú, Colombia, México, Venezuela y otras zonas tropicales. Su fruto parece por fuera una banana y por dentro, un maracuyá.

## Descripción

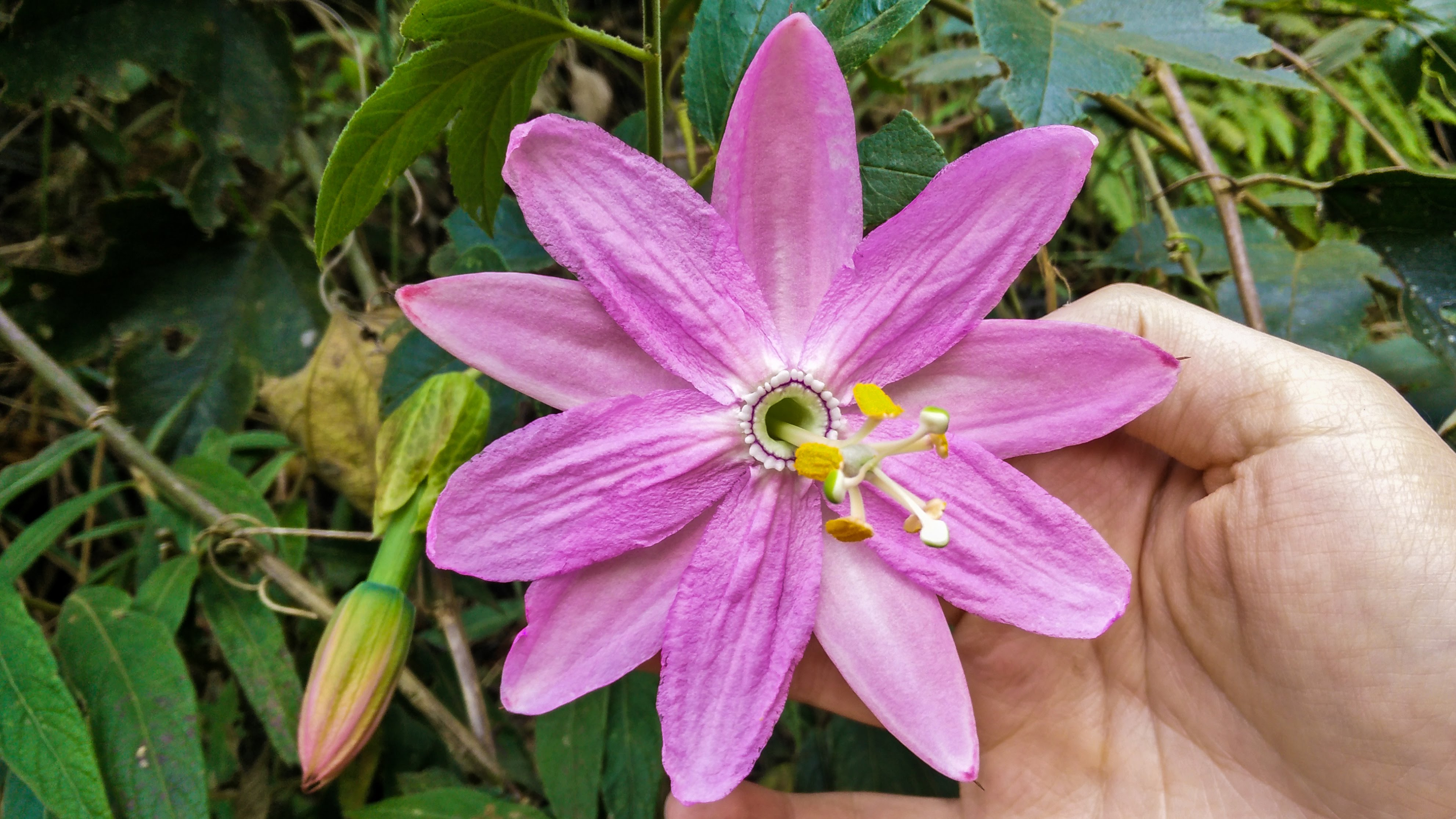
Flor de Passiflora Tacsonia.

Los taxos son enredaderas de tallo cilíndrico pubescente, de hojas obovadas, trilobuladas y aserradas en las márgenes y generalmente pubescentes en ambas caras; la flor es péndula y presenta una bráctea cilíndrica, de color verde, pubescente por fuera y con tres lóbulos; son de color rojo o violeta. El fruto es una baya oblonga u ovoide con pericarpio coriáceo o blando, verde claro y que se vuelve amarillo al madurar. Contiene múltiples semillas obovadas, con pulpa anaranjada, suculenta y comestible.

## Cultivo
El cultivo del taxo se desarrolla sobre espalderas (sistemas de soporte para la planta), dado que la misma es un arbusto trepador. Su construcción tiene principios similares a las de una cerca de púas.
Se cultiva entre los 1800 y 3500 m s. n. m. por el fruto, que es muy apreciado en la alimentación, por su sabor y aroma, y por el contenido de vitaminas A, B y C, calcio, fósforo y hierro. Tiene un amplio mercado, especialmente en Colombia. En los cultivos se utiliza un soporte o cerca para la planta, dado que la misma es un arbusto trepador. 
El taxo produce frutos durante 8 a 10 años, por lo que es necesario mantenerlo mediante podas adecuadas que favorecen la producción. La recolección del fruto debe hacerse cuando esté pintón pues la curuba es una fruta climatérica, esto mejora su sabor. Debe cortarse por el pedúnculo con tijeras de podar y no se debe torcer, ni golpear ya que se estropea y disminuye su valor comercial.

## Especies
Género Passiflora L.
- Supersección Tacsonia (Killip) Feuillet & J.M.MacDougal
  - Sección Tacsonia (Juss.) Harms
    - Passiflora antioquensis - Curuba antioqueña[1]

  - Sección Elkea Feuillet & J.M.MacDougal 
    - Passiflora tripartita
      - Passiflora tripartita var mollissima - Curuba sabanera, curuba de Castilla[2]
      - Passiflora tripartita var tripartita - Taxo[3]

    - Passiflora cumbalensis - Taxo o Curuba roja, Taxo o curuba bogotana[4]
    - Passiflora mixta - Taxo de indio, Taxo de monte, parcha[5]
    - Passiflora tarminiana - Taxo amarillo, taxo ecuatoriano[6]